# Idiolispa albisoleata
Idiolispa albisoleata là một loài tò vò trong họ Ichneumonidae.